# Palais Welsersheimb

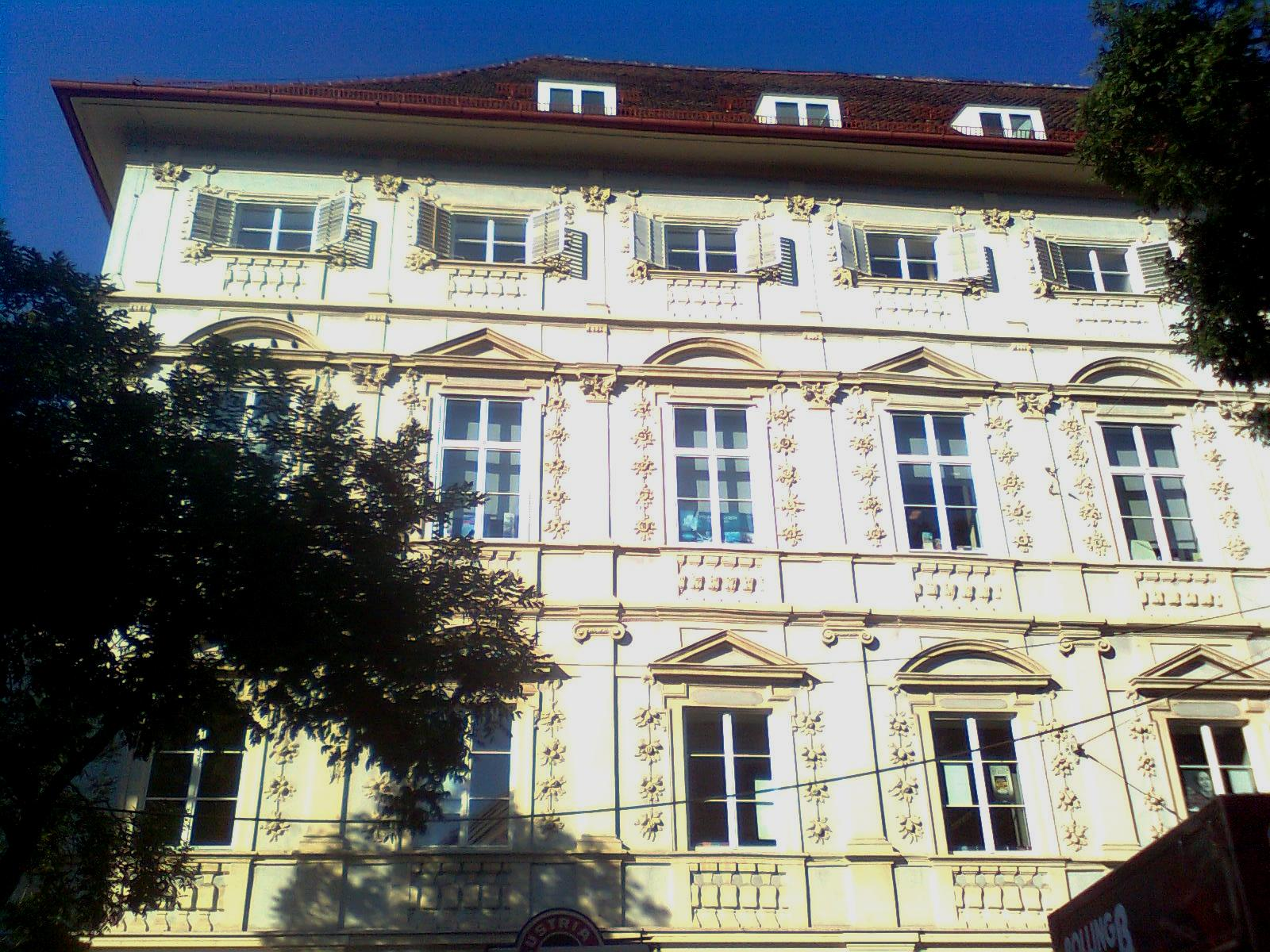
Palais Welsersheimb

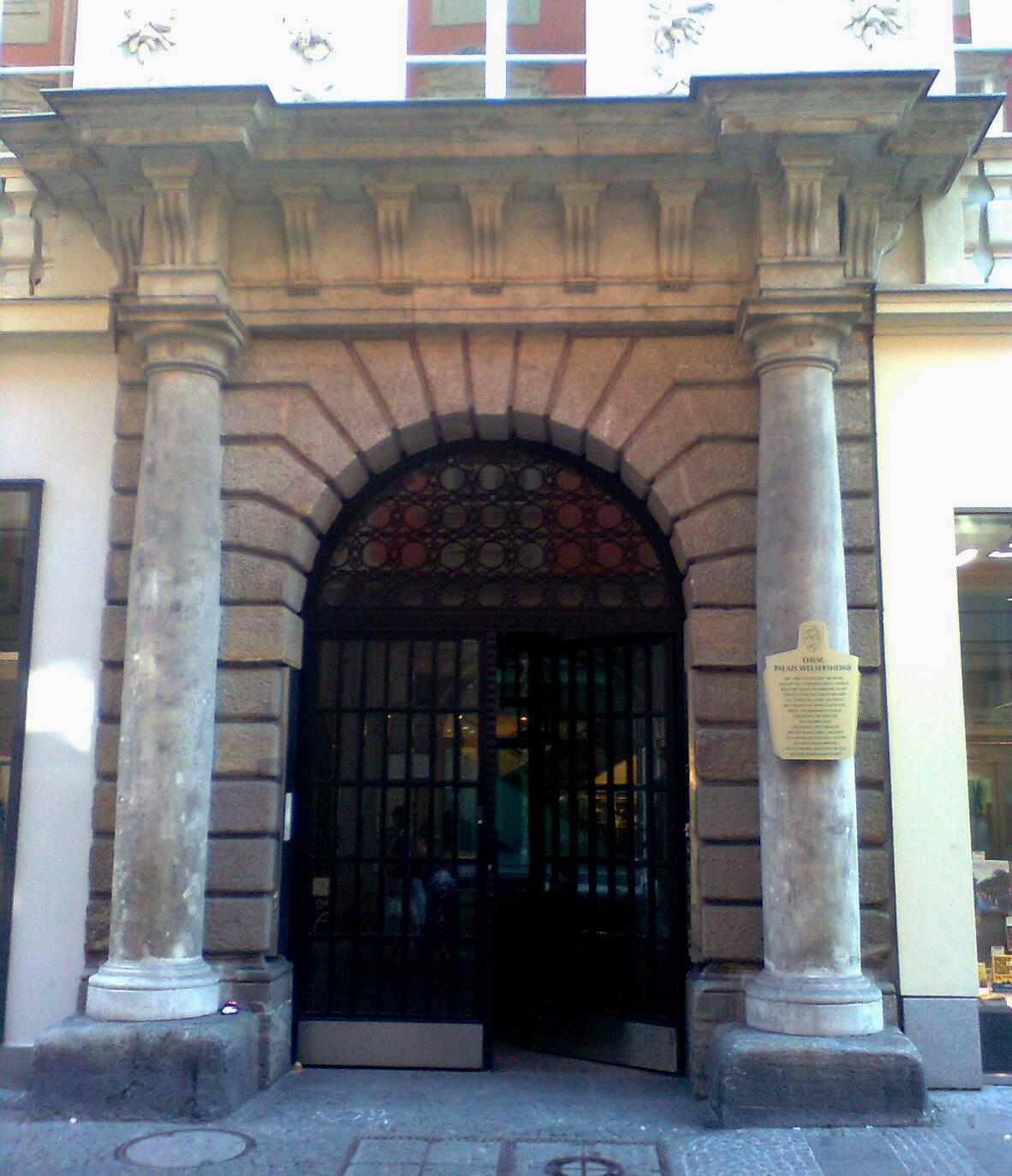
Portal

Das Palais Welsersheimb ist ein barockes Grazer Stadtpalais an der Ecke Hans-Sachs-Gasse und Am Eisernen Tor im Bezirk Innere Stadt. Heute ist in den Räumlichkeiten u. a. die Buchhandlung Moser untergebracht.

## Geschichte
Der Kriegszahlmeister Graf Sigmund von Stubenberg gab den Auftrag zum Bau des Palais, das nach den Plänen von Joachim Carlone von 1689 bis 1694 errichtet wurde. Das Grundstück, an dem die ehemalige Stadtmauer entlangführte, wurde ihm von den steirischen Ständen überlassen. Nach dem Tod des Grafen Wolfgang von Stubenberg wurde das Palais von Graf Josef von Welserheimb gekauft, der dem Gebäude seinen Namen verlieh. Das Haus, von dem Teile vermietet wurden, blieb bis 1956 im Besitz der Nachkommen des Grafen Welsersheimb. Nach dem Abbruch der Grazer Stadtbefestigung kaufte die Familie die angrenzende Landschaftsbastei und ließ einen Terrassengarten errichten. Um 1812 wohnte Louis Bonaparte, ein Bruder Napoleons, im Palais Welsersheimb. Im Jahr 1861 wurde das Gebäude vergrößert und eine Wagenremise mit den dazugehörigen Stallungen angelegt.
Die Mieter des Palais waren ab 1911 die Böhmische Unionsbank, von 1924 bis 1957 das Restaurant Reif. Nach der teilweisen Zerstörung des Ostflügels durch Fliegerbomben im Zweiten Weltkrieg, kaufte die Schuhfabrik Humanic 1956 das Palais, verkaufte es aber nur drei Jahre später an die Österreichische Länderbank weiter. Unter diesem Eigentümer begann die Restaurierung des in Mitleidenschaft gezogenen Ostflügels. Seit dem Frühjahr 2005 wird der Großteil des Palais von der Buchhandlung Moser benutzt.

## Architektur und Gestaltung
Das Palais Welsersheimb ist ein viergeschoßiger Bau mit U-förmigem Grundriss. Die Fassadengestaltung des repräsentativen Palastbaus stand unter dem Einfluss Andrea Palladios und Vincenzo Scamozzis. Das große Portal wurde vom Steinmetzmeister Bernhard Leykhauff errichtet und stammt aus der Bauzeit des Palais. Sehenswert sind neben dem Fassadenstuck die Fresken in den Vorsälen mit diversen Darstellungen aus Ovids Metamorphosen und das Stiegenhaus links neben der Toreinfahrt mit seinen toskanischen, ionischen und korinthischen Pfeilern und Balustraden.